# Ескилстюна (община)
Община Ескилстюна (на шведски: Eskilstuna kommun) е разположена в лен Сьодерманланд, източна централна Швеция с обща площ 1258 km2 и население 99 729 души (към 31 декември 2013). Административен център на община Ескилстюна е едноименния град Ескилстюна.